# Harréville-les-Chanteurs
Harréville-les-Chanteurs is een gemeente in het Franse departement Haute-Marne (regio Grand Est) en telt 278 inwoners (2004). De plaats maakt deel uit van het arrondissement Chaumont.

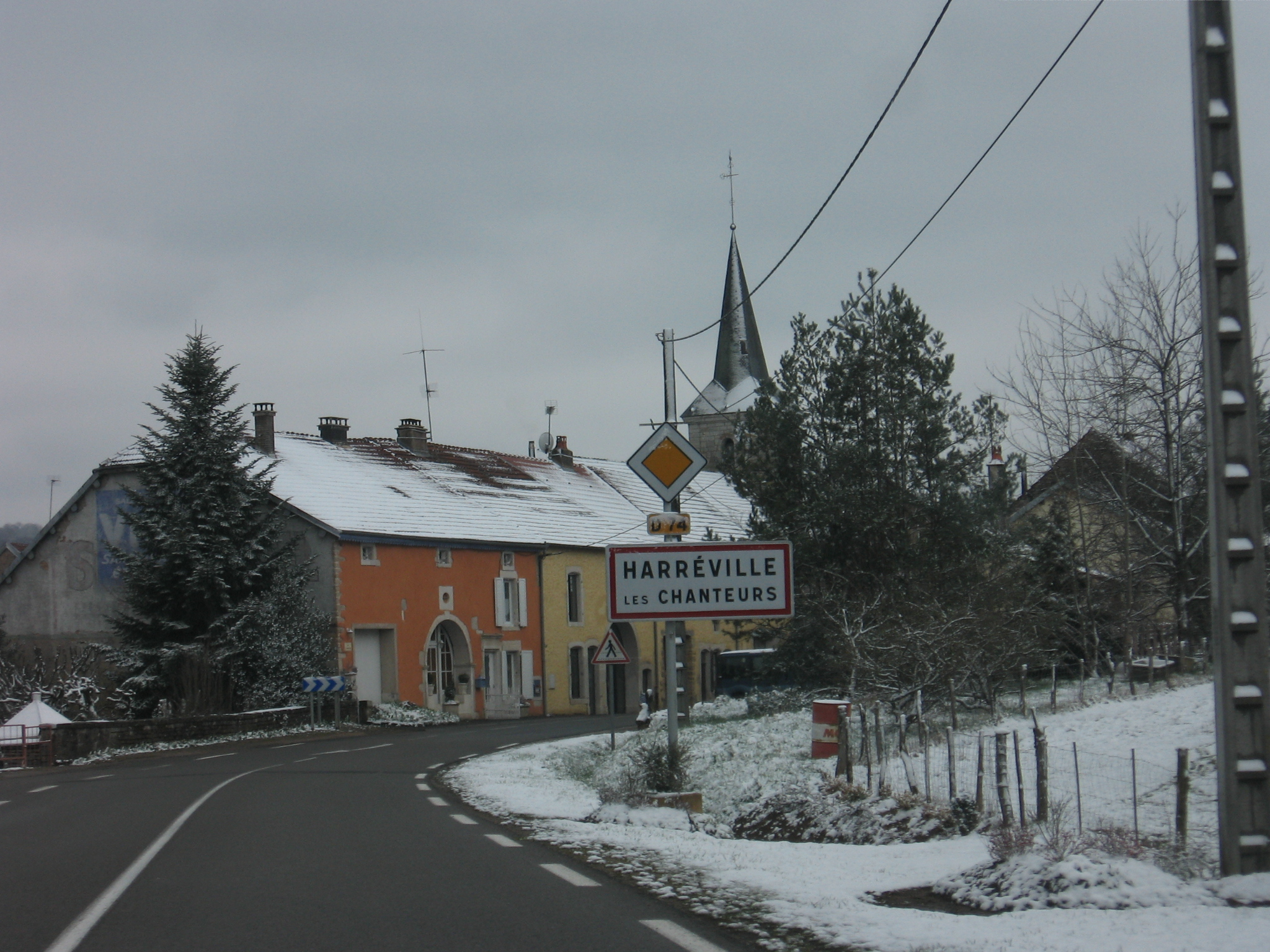
Harréville-les-Chanteurs

## Geografie
De oppervlakte van Harréville-les-Chanteurs bedraagt 15,9 km², de bevolkingsdichtheid is 17,5 inwoners per km².
De onderstaande kaart toont de ligging van Harréville-les-Chanteurs met de belangrijkste infrastructuur en aangrenzende gemeenten.

## Demografie
Onderstaande figuur toont het verloop van het inwonertal (bron: INSEE-tellingen).